# G-Eazy
G-Eazy, de son vrai nom Gerald Earl Gillum (né le 24 mai 1989 à Oakland, en Californie), est un rappeur, auteur-compositeur-interprète, producteur et acteur américain. G-Eazy réalise de nombreux projets (mixtapes et EP) avant de donner naissance à son premier album studio. Il décrit sa musique comme un rap contemporain enrichi du style de la culture des années ressembler.
En juillet 2014, G-Eazy est élu artiste à suivre par MTV. Son titre I Mean It (featuring avec Remo) accroît encore sa notoriété la même année. Il connaît un succès mondial l'année suivante grâce à son tube Me, Myself and I en feat. avec Bebe Rexha. En 2017 il publie l'album The Beautiful And Damned qui accueille de nombreuses collaborations.

## Biographie

### Jeunesse
Gerald Earl Gillum naît et grandit à Oakland, en Californie, de l'union entre Edward Gillum et Suzanne Olmsted. Son père est professeur d'art à l'université d'État de Californie à Fresno. Sa mère est artiste et professeur.
Gerald est élevé avec son petit frère James. Leur mère quitte son père pour une femme l'année où Gerald entre à l'école de Berkeley. Dépressive, la femme de sa mère meurt d'une overdose de drogues. Cet événement tragique affecte profondément le jeune Gerald Earl Gillum. Il évoquera dans la chanson Everything Will Be Ok cette période de sa vie.
La famille déménage à North Oakland mais Gerald continue à fréquenter l'école californienne. Ce n'est pas un élève modèle, dans son book year, on lit qu'il n'est intéressé que par le vélo et les filles.

### Débuts
Modeste, la famille rencontre de nombreuses difficultés. Suzanne Olmsted élève ses deux fils seule. C'est elle qui initie le futur G-Eazy aux rêves de la musique et de la gloire. Elle est à l'époque fan des Beatles. À 17 ans, Gerald sort sa première mixtape : The Tipping Point (2007). Son frère devient également musicien.
À force d'efforts, il se popularise en se joignant à des artistes et groupes comme Lil B et The Cataracs,. G-Eazy devient membre d'un groupe local ; Bay Boyz qui se fera connaître sur MySpace. Gerald s'inscrit à l'université Loyola de La Nouvelle-Orléans pour un programme en industrie de la musique. En parallèle à ses études, il compose des chansons dans sa chambre pour une série de mixtapes qui vont générer un buzz certain. Il obtient un Bachelor of Arts en industrie musicale en 2011.

### Carrière solo (depuis 2009)

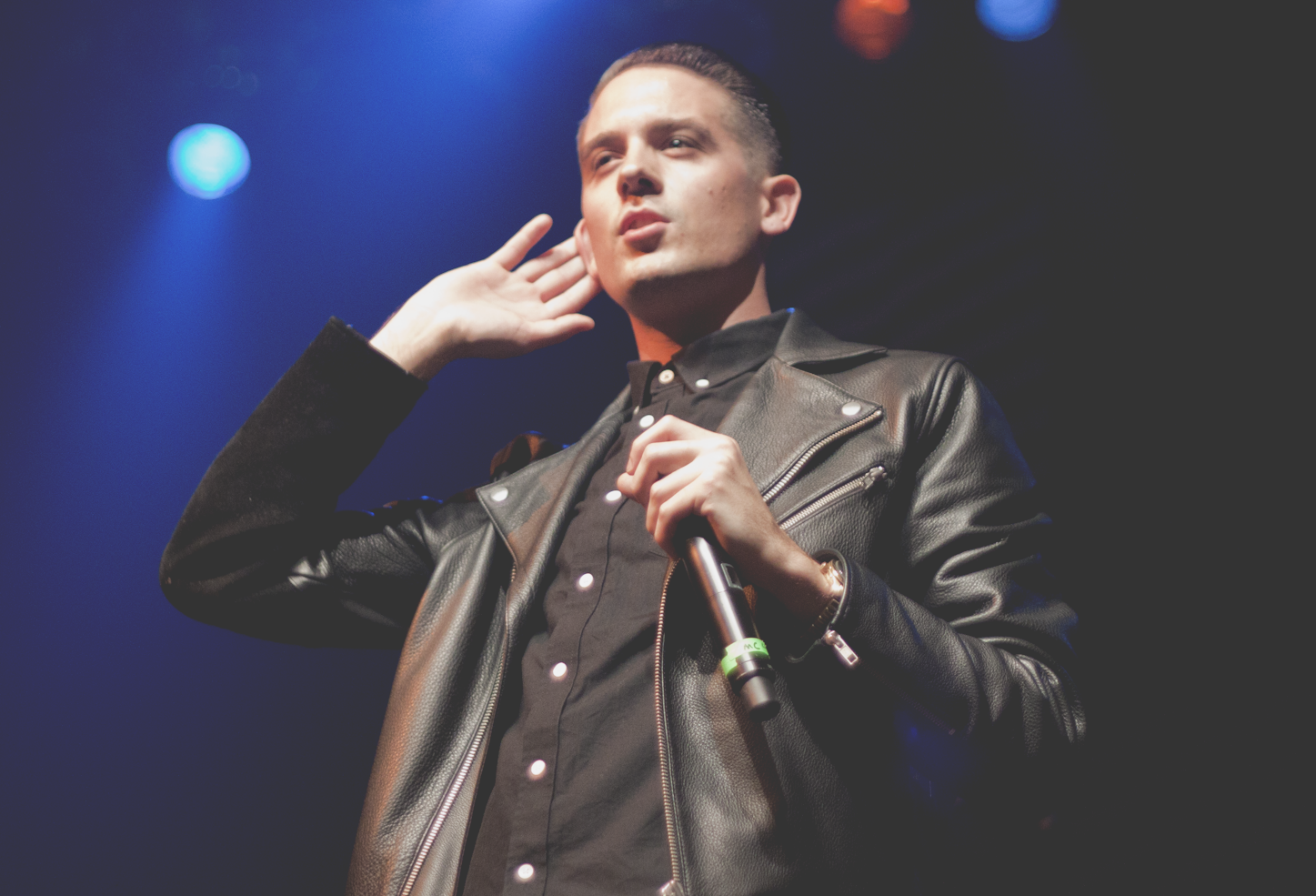
G-Eazy en concert en 2013.

Avec le succès de ses premières mixtapes, Gerald continue dans sa lancée et publie des chansons notables comme Waspy et Candy Girl.
Fin 2010, il participe à des tournées de Drake,. Il joue par la suite aux côtés de Lil Wayne et Snoop Dogg,.
En août 2011, le jeune rappeur publie la mixtape The Endless Summer sur son site officiel et commence à attirer l'attention du public. Diplôme en poche, G-Eazy a produit, écrit et enregistré sa première réussite.
Il devient un véritable self-made man en alliant compositions élégantes, débit rusé, habile et lisse. L'album, bien qu'indépendant, se classe à la troisième place du classement iTunes Hip Hop. En novembre 2011, Gerald participe à une tournée nationale avec Shwayze. Pendant l'été 2012, G-Eazy se produit lors du Vans Warped Tour. L'année 2013 permet à G-Eazy de réaliser sa première grande tournée à New York, Milwaukee, Salt Lake City, Seattle, San Francisco et Los Angeles. Ressemblant plus à un héros de Tarantino qu'à un MC standard, il provoque beaucoup de frénésie auprès du public féminin. Le magazine Paste déclare que G-Eazy est un des meilleurs artistes de 2013, High Times le nomme « meilleur artiste underground » lors des Doobie Awards 2013 et Lil Wayne lui propose de rejoindre le Most Wanted Festival pour une tournée nationale aux États-Unis.
Le 23 juin 2014, G-Eazy publie son premier album studio, These Things Happen, qui se classe directement à la première place du Top R&B/Hip-Hop Albums, du Top Rap Albums et du Top Independent Albums, à la troisième du Billboard 200 et est certifié disque d'or en 2016.. Les critiques sont en accord avec les fans de G-Eazy ; Billboard considère, dans un reportage, le rappeur comme « le jeune Elvis » et le New York Times affirme que G-Eazy est « intelligent, accessible et extrêmement lisible » dans These Things Happen. De son côté, le magazine Vibe ajoute que « G-Eazy est, en fait, déjà une star, ou en tout cas destiné à en devenir une. » On le surnomme le « James Dean du rap ». Ce succès immédiat le propulse sur la scène internationale.
En 2015, Gerald est invité par la chanteuse australienne Grace pour une reprise de la chanson You Don't Own Me de Lesley Gore, ayant connu un grand succès dans les années 1960. La reprise atteint la première place des charts australien et est certifiée disque de platine en se vendant à plus de 70 000 exemplaires en Australie. Son second album studio, intitulé When It's Dark Out, est sorti le 4 décembre 2015. En une semaine il s'en est vendu plus de 110 000 exemplaires, l'album est certifié disque d'or deux mois après sa sortie en marquant cette fois-ci les 500 000 ventes, il se classe cinquième du top Billboard 200. G-Eazy part en tournée internationale From the Bay to the Universe (Sydney, Paris, Dublin, Londres...) pour la promotion de son album.
En 2016, il apparaît brièvement dans le clip No Broken Hearts de Bebe Rexha en featuring avec Nicki Minaj, puis collabore avec la chanteuse Britney Spears sur le single Make Me... sortie le 15 juillet 2016 tiré du dernier album de la chanteuse, Glory. Après sa première collaboration avec Bebe Rexha sur le single Me, Myself and I G-eazy signe une nouvelle chanson avec elle : F.F.F. tirée du dernier album de la chanteuse, All Your Fault pt 1. Grâce aux plus de 300 millions de vues cumulées, il se fait remarquer par d'autres rappeurs renommés.
En 2017, Gerald est couronné Artiste hip-hop préféré aux People’s Choice Awards. Il publie son nouvel album The Beautiful and the Damned composé de 20 titres, en featuring avec de nombreuses stars (ASAP Rocky, Charlie Puth, Cardi B, Halsey, Kehlani, Sam Martin...). Il est classé numéro 1 sur iTunes et Apple Music le jour de sa sortie (15 décembre) ce qui lui permet de devancer le rappeur emblématique Eminem, ayant aussi sorti son album ce même jour. Gerald annonce sa tournée pour la promotion de son album The Beautiful and Damned Tour aux États-Unis. La carrière de Young Gerald prend un tournant d'autant plus important puisque la veille, le 14 décembre, il annonce sa collaboration avec H&M pour une collection à son effigie, prévue courant mars 2018. Cependant Gerald a décidé comme beaucoup d'artistes d'annuler sa collaboration en raison d'une collection de la marque, jugée raciste faisant polémique. No Limit entre dans le Top 5 de Billboard Hot 100 et 4 semaines après la sortie de son album, The Beautiful and the Damned est numéro 1 au Top R'N'B/HipHop de Billboard.

## Vie personnelle
En juillet 2017, G-Eazy rompt avec la chanteuse Lana Del Rey, après quelques mois de relation pour se mettre en couple avec la chanteuse Halsey rencontrée dans une soirée peu avant. Quelques mois plus tard, G-Eazy et Halsey officialisent leur couple avec le célèbre titre Him & I dans lequel ils se font une déclaration d'amour. Leur relation est surmédiatisée et sulfureuse jusqu'à ce que la chanteuse annonce leur séparation en juillet 2018. Ils se remettent ensemble fin août 2018 pour se séparer à nouveau en octobre de la même année.
Depuis mai 2020, G-Eazy est en couple avec l'actrice américaine Ashley Benson avec qui il a collaboré début 2020 sur une reprise de Creep de Radiohead,. Ils se sont séparés en février 2021, mais se sont réconciliés en novembre 2021, avant de se séparer à nouveau durant l'automne 2022.
Depuis fin 2022 il est en couple avec la top modèle Jenaye Noah, l'une des filles du tennisman Yannick Noah. Elle figure à ses côtés dans son clip vidéo Tulips & Roses.

## Démêlés judiciaires

### Violence et possession de cocaïne
G-Eazy était en boîte de nuit après un de ses shows à Stockholm, il était en compagnie de sa copine Halsey, et de son ami Sean Kingston. G-Eazy s'est énervé contre un fan qui tentait de le photographier dans la zone VIP du club. Des videurs ont à de nombreuses reprises tenté de le calmer, mais G-Eazy répondait de plus en plus violemment frappant un videur au visage à plusieurs reprises. Lorsque la police est arrivé il découvre dans les poches de G-Eazy un sachet de cocaïne. Il part en garde à vue et est relâché le lendemain. Il a été condamné à une peine probatoire, y compris une amende de 10 000 $ et environ 900 $ en restitution au videur qu’il a agressé.

## Philanthropie et impact
G-Eazy a été victime d'intimidation et de discrimination de la part de ses camarades de classe alors qu'il grandissait avec une mère célibataire à Oakland. Pour cette raison, il s'est par la suite impliqué dans l'activisme et la philanthropie.
En 2018, G-Eazy participe activement à un concert consacré à la lutte contre les incendies dans la région de la Bay Area, qui avait permis de recueillir 15 millions de dollars. En 2018, G-Eazy mit fin à son partenariat avec H&M, après que la marque ait présentée sur son site un sweat-shirt sur lequel était inscrit coolest monkey in the jungle (littéralement « le singe le plus cool de la jungle ») sur un jeune mannequin noir, ce qui suscita de vives réactions anti-racisme à l'encontre de la marque.
Il effectue une collecte de fonds durant le Everytown for Gun Safety à la veille de March For Our Lives. Il utilise également sa plate-forme pour parler de la violence anti-arme. Cette année-là également, G-Eazy a lancé le Endless Summer Fund, un fonds à but non lucratif visant à aider les jeunes à atteindre leur plein potentiel et à renforcer la communauté de la Bay Area.
En juin 2020, il participe à de nombreuses manifestations et levées de fonds à la suite du décès de George Floyd. 

## Discographie

### Albums studio
- 2009 : The Epidemic LP
- 2012 : Must Be Nice
- 2014 : These Things Happen
- 2015 : When It's Dark Out
- 2017 : The Beautiful and Damned
- 2020 :  Everything’s Strange Here[35]
- 2021 : These Things Happen Too
- 2024 : Freak Show
- 2025 : Helium

### Mixtapes
- 2007 : Sikkis on the Planet - The Tipping Point
- 2008 : The Tipping Point
- 2009 : Quarantine
- 2010 : Big
- 2011 : The Outsider
- 2011 : The Endless Summer

### EP
- 2008 : Fresh EP
- 2011 : Nose Goes EP (avec Swiss Chriss)
- 2012 : Must Be Nice
- 2013 : Must Be Twice EP (avec Christoph Andersson)
- 2014 : These Things Also Happened (avec Christoph Andersson)
- 2016 : ELDORADO (avec Ro James)
- 2017 : One Night Only (avec Cousin Stizz, M. K. Arjunan, Buddy, Big Leano)
- 2017 : Step Brothers (avec Carnage)
- 2017 : Him and I (avec Halsey)
- 2019 : Global Meltdown (avec Global Dan, Global AzN, Global Chi, Global Mongo)
- 2019 : B-Sides
- 2019 : Scary Nights

### Principaux titres
- Marilyn ft. Dominique LeJeune (2012)
- Been On (2013)
- Far Alone ft. Jay Ant (2013)
- Almost Famous (2013)
- I Mean It (2014) ft. Remo [Lequel ?]
- Tumblr Girls (2014)
- Achievement (2014)
- I Might ft. P-Lo, K Camp (2014)
- Let’s Get Lost ft. Devon Baldwin (2014)
- You Don't Own Me ft. Grace (2015)
- Me Myself and I ft. Bebe Rexha (2015)
- You Got Me (2015)
- Make Me ft. Britney Spears (2016)
- Drifting ft. Chris Brown, Tory Lanez (2016)
- Good Life ft. Kehlani (2017) - générique Fast & Furious 8
- Guala ft. Carnage, THIRTYRACK (2017)
- Him And I ft. Halsey (2017)
- No Limit ft. ASAP Rocky, Cardi B (2017)
- F.F.F. Bebe Rexha ft. G-Eazy (2017)
- Down For Me ft. 24hrs (2017)
- Sober ft. Charlie Puth (2018)
- 1942 ft. Yo Gotti, YBN Nahmir (2018)
- Girls Have Fun Tyga ft. Rich the Kid, G-Eazy (2019)
- West Coast ft. Blueface (2019)
- Bang ft. Tyga (2019)
- I Wanna Rock ft. Gunna (2019)
- Still Be Friends ft. Tory Lanez, Tyga (2020)
- Moana ft. Jack Harlow (2020)

## Récompenses
- G-Eazy est nommé pour le prix du meilleur artiste hip-hop aux MTV Europe Music Awards de 2016[36].
- G-Eazy a gagné le People's Choice Awards de 2017 en tant qu’artiste hip-hop favori.
- En 2021, G-Eazy a gagné deux AVN  Awards pour ses clips Moana et Still be friends sorti en 2020 avec la collaboration du studio Vixen pour les deux clips